# .458 Lott
.458 Lott (11,63×71 мм) — охотничий патрон высокой мощности.

## История
Патрон .458 Lott был разработан в 1971 году американским оружейником-энтузиастом Джеком Лоттом как вариант более мощного боеприпаса на замену широко распространённому патрону .458 Winchester Magnum. К началу работы его подтолкнул случай, когда выстрел патроном .458 Winchester Magnum по нападавшему буйволу не смог остановить атакующего зверя.
За основу была взята гильза от патрона .375 Н&Н Magnum. Она была чуть укорочена (на 0,05 дюйма, 1,27 мм), а её дульце расширено до 0,458 дюйма (11,63 мм), так что её форма из бутылочной стала цилиндрической со слабой конусностью. Длина гильзы, которая получилась на 0,3 дюйма (7,6 мм) больше, чем у патрона .458 Winchester Magnum, позволила вместить увеличенное количество пороха, что повысило начальную скорость и дульную энергию пули и, соответственно, её поражающую способность. При этом новый патрон снаряжался теми же пулями, что и патрон винчестера.
Однако долгие годы патрон Лотта оставался малоизвестным боеприпасом полукустарного изготовления, т. н. «дикой кошкой» (англ. Wildcat) — за его серийное производство не брались крупные фирмы. Но ситуация изменилась в 2002 году, когда он начал серийно выпускаться одной из ведущих американских оружейных фирм Hornady. Одновременно появилось и оружие, созданное специально под этот патрон.

## Особенности и применение
.458 Lott — типичный крупнокалиберный боеприпас для африканских сафари, рассчитанный в первую очередь для охоты на «большую пятёрку». Достоинство патрона — высокая поражающая способность. Он очень хорошо «работает» по самой крупной и опасной дичи. Поэтому многие профессиональные охотники в Африке, при стрельбе по слону, льву и буйволу (особенно южноафриканскому подвиду, т. н. капскому буйволу, отличающемуся особенно большими размерами, живучестью и свирепостью), часто выбирают именно оружие под патрон .458 Lott. Некоторые профессиональные охотники считают этот патрон наиболее подходящим для стрельбы слонов.
Недостатки патрона в целом те же, что и у других подобных боеприпасов — прежде всего, это очень мощная отдача, которая тяжело переносится стрелками.
В настоящее время это один из широко распространённых «африканских» боеприпасов, заслуживший много самых высоких оценок. Причина его популярности, видимо, в более высокой мощности по сравнению с другими патронами калибра .458 и, в целом, оптимальном сочетании всех факторов (мощность, отдача, надёжность).
Выпускают данный патрон практически только американские фирмы, прежде всего Hornady, но оружие под него делают многие крупные фирмы как в США, так и в Европе. Важно, что пули для данного патрона используются те же, что и под другие популярные патроны этого калибра.
Как и все другие патроны, предназначенные для «большой пятёрки», .458 Lott — дорогостоящий боеприпас; цена одного патрона может достигать 50 долл, однако в среднем в США составляет 6 долл.